# Олаф Брок
Брок (Брох) Олаф (норв. Broch Olaf; 4 серпня 1867, Гортен, Норвегія — 28 січня 1961, Осло, Норвегія) — норвезький славіст, перекладач. Академік АН Норвегії (1896), СРСР, Сербії, Австрії, Чехії, Польщі, Болгарії. Іноземний член НТШ (1914), УАН (1924).

## Біографія
Закінчив університет у Христіанії 1893 року, прослухав курси славістики у Лейпцизькому (1893) та Віденському (1894) університетах. У першому був тісно пов'язаний із представниками неограматичного напрямку. Важливим було його навчання у Ватрослава Ягича у Відні. У цей період він побував в Угорщині, Сербії та Росії, де спілкувався з Олексієм Шахматовим, Пилипом Фортунатовим та Василем Ключевським.
Наукову діяльність розпочав 1895 з вивчення складної і, водночас, цікавої мовної ситуації тогочасної Угорщини. Його перша праця «Zum Kleinrussischen in Ungarn» («Про питання про малоруську мову в Угорщині») була опублікована в двох числах журналу «Archiv für Slavische Philologie» (1895, № 17; 1897, № 19). Тоді ж публікує свою монографію про взаємовплив словацького і українського діалектів у східній частині Угорщини «Studien von der Slovakisch — Kleinrussischen Sprachgrenze im östlichen Ungarn» («Вивчення словацько-малоруської мовної межі у східній Угорщині», т. 1—2, 1897, 1899).
Навесні 1895 Брок деякий час перебував у с. Убля, де спостерігав та вивчав особливості цієї говірки, результатом стало дослідження «Угрорусское наречие села Убли Земплинского комитата» (1899). У роботі подано детальний опис фонетики цієї південнокарпатської говірки української мови.
У 1896 році Брок призначений доцентом університету Христіанії, а у 1902 році — професором слов'янських мов.
У 1902 році Олаф Брок отримав запрошення Санкт-Петербурзької АН вивчати російські діалекти. За порадою О. Шахматова, досліджував типові південноросійські говірки в Мосальському повіті Калузької губернії («Говоры к Западу от Мосальска (с картой)», 1916) та типові північно-російські говірки у Тотемському повіті Вологодської губернії («Описание одного говора из югозападной части Тотемского уезда», 1907; обидві — Санкт-Петербург).
Дослідники відзначали точність, докладність, всеосяжність характеристик звуків цих говорів, детальний опис їхньої артикуляції, зроблені Броком дослідження з фонетики для «Энциклопедии славянской филологии». Ця праця, де подано загальну характеристику слов'янської звукової фізіології, вийшла 1910 під назвою «Очерк физиологии славянского языка», відоміша у світі в німецькому перекладі: «Slavische Phonetic» (Heidelberg, 1911). Нарис став основною працею Брока зі славістики. Олаф Брок точно виявив, з одного боку, основні фонетичні одиниці кожної з описаної ним мов, а з іншого — напрочуд тонко описав багато особливостей їхньої артикуляції та звучання і показав низку фонетичних паралелей між окремими слов'янськими мовами. Подав також докладну характеристику звуків української мови на тлі всіх слов'янських мов.
Українській мові в цій праці присвячено кілька окремих розділів, основним джерелом дослідження звукових особливостей української мови було мовлення Івана Михайловича Зілинського, з яким приятелював Брок.
Після 1-ї світ. війни Олаф Брок працював в архівах Норвегії та Росії, досліджуючи своєрідний діалект російської та норвезької мов — «russenorskia» — на якому розмовляли російські помори, торгуючи з норвежцями.
Окрім наукових досліджень Олаф Брок публікував також твори про життя народу, про соціальне і політичне становище в слов'янських країнах. У 1923 Брок надрукував книгу «Proletariatets diktatur» — це критична розповідь про ситуацію в Радянській Росії, в основу якої лягли враження від візиту в 1922 році.
Значних успіхів Брок досяг і як перекладач із слов'янських мов. Тривала праця Брока викладачем російської та інших слов'янських мов в університеті в Осло сприяла виявленню інтересу до славістики норвезьких науковців.